# Nils Ekelöf
Nils Edvard Ekelöf, född 15 juli 1873 i Karlskrona, död 5 april 1933 i Karlsborg, var en svensk artilleriofficer.

## Biografi
Ekelöf avlade mogenhetsexamen i Stockholm och blev samma år volontär vid Svea artilleriregemente, avlade officersexamen 1895 varpå han blev underlöjtnant vid samma regemente. Han genomgick kurs vid Artilleri- och ingenjörshögskolan 1896–1898 och vid högre kursen där 1898–1900. Ekelöf befordrades till löjtnant 1900. Han var repetitör vid Artilleri- och ingenjörshögskolan 1900-1902, adjutant vid positionsartilleriets beväringsrekrytskola 1902, regementsadjutant 1903–1904, biträdande lärare i vapenlära vid Krigshögskolan 1904–1905 och senare 1905–1906 tillförordnad, 1909–1910 ordinarie och 1911 åter tillförordnad lärare vid Krigshögskolan. Ekelöf befordrades 1907 till kapten. Han var 1910–1912 stabsofficer vid Infanteriskjutskolan och därefter åter 1911–1916 lärare i vapenlära vid Krigshögskolan. Efter att 1915 befordrats till major blev Ekelöf 1916 chef för artilleristaben 1916. År 1918 befordrades han till överstelöjtnant i armén och 1921 vid Positionsartilleriregementet. Åren 1921–1922 var han lärare i vapenlära vid Artilleriskjutskolan. Ekelöf blev 1925 chef för Karlsborgs artillerikår, befordrades 1926 till överste och blev chef för det från kår ombildade Karlsborgs artilleriregemente. Han var ledamot och sekreterare i kommissionen för skjut- och marschförsök med fälthaubitser, ledamot och sekreterare i artillerikommittén för utarbetande av exercisreglemente och skjutinstruktion för fälthaubitser 1911-1912, stod till chefen för Lantförsvarsdepartementets förfogande 1913–1914 och till chefen för Arméförvaltningens artilleridepartements förfogande 1915–1916. Ekelöf var även ledamot av den så kallade ackordshästkommittén 1919–1923, ordförande i kommissionen för försök med luftvärnsartilleri 1922–1923, ledamot i artillerikommittén 1922–1924, chef för artilleriets studentdivision under vinterövningar på Marma 1925 och 1926.

## Utmärkelser
- Ledamot av Krigsvetenskapsakademien, 1916
- Riddare av Svärdsorden, 1916
- Riddare av Nordstjärneorden, 1922
- Kommendör av andra klass av Svärdsorden, 1929
- Kommendör av första klass av Svärdsorden, 1932
- kommendör av Sankt Olavs orden.

## Familj
Nils Ekelöf var son till kommendörkapten Johan Adolf Ekelöf. Han var gift med Anna Mathilda Marie Louise Blixén, dotter till protokollsekreteraren Carl Oscar Blixén och Marie-Louise Thörnsvärd. Makarna var föräldrar till Per Olof Ekelöf. De vilar på Galärvarvskyrkogården i Stockholm.